# Klanec
Klanec is een plaats in Slovenië en maakt deel uit van de gemeente Komenda in de NUTS-3-regio Osrednjeslovenska. De plaats telde 343 inwoners op 1 januari 2020.

## Geboren in Klanec
- Tadej Pogačar (1998), wielrenner